# Caminata
Caminata – miejscowość i gmina we Włoszech, w regionie Emilia-Romania, w prowincji Piacenza.
Według danych na rok 2004 gminę zamieszkuje 301 osób, 100,3 os./km².